# Més enllà de Mombasa
Més enllà de Mombasa (títol original: Beyond Mombasa) és una pel·lícula d'aventures britànica-estatunidenca en Technicolor de 1956 dirigida per George Marshall i protagonitzada per Cornel Wilde, Donna Reed i Leo Genn. Ambientada a Kenya, està rodada allà i als estudis Elstree, prop de Londres. Els decorats de la pel·lícula van ser dissenyats pel director d'art Elliot Scott. Està doblada al català.

## Argument
Matt Campbell arriba a Kenya, on el seu germà George ha desaparegut. Un home anomenat Ralph Hoyt li diu que en George ha estat assassinat per membres del culte dels "Homes Lleopard".

## Repartiment
- Cornel Wilde com Matt Campbell
- Donna Reed com Ann Wilson
- Leo Genn com Ralph Hoyt
- Ron Randell com Elliot Hastings
- Christopher Lee com Gil Rossi

## Producció

### Desenvolupament
La pel·lícula va ser realitzada per Hemisphere, un rodatge de Columbia sota la supervisió de M. J. Frankovich que va rodar pel·lícules fora dels Estats Units. Va ser produïda conjuntament amb Todon, la productora del productor Tony Owens convertit en agent i la seva dona, l'actriu Donna Reed.
Originalment es va anomenar Mark of the Leopard. I posteriorment coneguda com Mombasa i Black Mamba.
La pel·lícula havia de ser protagonitzada per Aldo Ray, però aquest va rebutjar el paper. Com a resultat, Columbia la va suspendre. Cornel Wilde el va substituir el desembre de 1955. Leo Genn va signar per fer la pel·lícula després de retirar-se de Run for the Sun. El paper de suport va ser per a Ron Randell .

### Rodatge
El rodatge va tenir lloc a l'estudi de Londres i a l'Àfrica. Havia d'haver començat el juliol de 1955. El rodatge no va començar fins al febrer de 1956.
Un cop acabada la pel·lícula, Owen va dir que totes les seves pel·lícules "fan pudor, però van guanyar diners". No obstant això, va dir que Més enllà de Mombasa "és la primera que faig que no és pèssima, i estic preocupat".